# Conus pennaceus behelokensis
Conus pennaceus behelokensis is een ondersoort van de zeeslakkensoort Conus pennaceus, uit het geslacht Conus. De slak behoort tot de familie Conidae. Conus pennaceus behelokensis werd in 1989 beschreven door Lauer. Net zoals alle soorten binnen het geslacht Conus zijn deze slakken roofzuchtig en giftig. Zij bezitten een harpoenachtige structuur waarmee ze hun prooi kunnen steken en verlammen.